# Charleroi
Charleroi (tiếng Wallon: Tchålerwè) là thành phố lớn nhất và đô thị trong vùng Wallonia, thuộc tỉnh Hainaut, Bỉ. Tại thời điểm ngày 1 tháng 1 năm 2008, Charleroi có dân số 201.593 người. Vùng đô thị gồm cả ngoại ô có diện tích 1462 km² và tồng dân số 522.522 người (thời điểm ngày 1 tháng 1 năm 2008), là vùng đô thị lớn thứ 5 ở Bỉ. Danh xưng dân địa phương là Carolorégiens hay đơn giản là Carolos.
Thành phố này là một vùng công nghiệp sắt thép, thủy tinh, hóa chất và điện. Đây cũng là trung tâm của một khu vực than đá, gọi là Pays noir.
Đô thị Charleroi tọa lạc hai bên bờ sông Sambre. Đô thị này bao gồm trung tâm thành phố Charleroi và các đô thị cũ được sáp nhập vào Charleroi năm: Couillet, Dampremy, Gilly, Gosselies, Goutroux, Jumet, Lodelinsart, Marchienne-au-Pont, Marcinelle, Monceau-sur-Sambre, Montignies-sur-Sambre, Mont-sur-Marchienne, Ransart, Roux.

## Cư dân địa phương nổi tiếng
- Jean-Marie Andre, nhà khoa học
- Pierre Carette, khủng bố cực tả
- Jules Destrée, luật sư
- Régis Genaux, cầu thủ bóng đá
- Axel Hervelle, cầu thủ bóng rổ
- Georges Lemaître, nhà thiên văn (thế kỷ 20)
- Fabrice Lig, nhạc sĩ (thế kỷ 20)
- Joseph Maréchal, nhà triết học (thế kỷ 20)
- Didier Matrige, họa sĩ, (thế kỷ 20)
- Joëlle Milquet, nhà chính trị (thế kỷ 20)
- Chantal Mouffe, nhà học thuyết chính trị (thế kỷ 20)
- François-Joseph Navez, họa sĩ (thế kỷ 18)
- Paul Pastur, luật sư và chính trị gia
- Marcel Thiry, nhà thơ (thế kỷ 19)
- Raymond Troye, nhà văn (thế kỷ 20)
- Annette Vande Gorne, nhà soạn nhạc
- Fernand Verhaegen, họa sĩ

## Thành phố kết nghĩa
- Hirson, Pháp
- Saint-Junien, Pháp
- Schramberg, Đức
- Waldkirch, Đức
- Manoppello, Italia
- Casarano, Italia
- Follonica, Italia
- Himeji, Nhật Bản
- Donetsk, Ukraina
- Pittsburgh, Hoa Kỳ